# Lurbe-Saint-Christau
Lurbe-Saint-Christau é uma comuna francesa na região administrativa da Nova Aquitânia, no departamento dos Pirenéus Atlânticos. Estende-se por uma área de 7,38 km². Em 2010 a comuna tinha 199 habitantes (densidade: 27 hab./km²).